# Liste des députés allemands de la république de Weimar (5e législature)
Les députés de la cinquième législature de la république de Weimar sont les députés du Reichstag élus lors des élections législatives allemandes de 1930 pour la période 1930-1932.

## Liste des députés
| Land                                                                    | Circonscription               | Élu                                   | Parti | Parti |
| ----------------------------------------------------------------------- | ----------------------------- | ------------------------------------- | ----- | ----- |
| État libre de Prusse                                                    | 01 (Prusse-Orientale)         | Otto Braun                            |       | SPD   |
| État libre de Prusse                                                    | 01 (Prusse-Orientale)         | Friedrich Larssen                     |       | SPD   |
| État libre de Prusse                                                    | 01 (Prusse-Orientale)         | Carl Jäcker                           |       | SPD   |
| État libre de Prusse                                                    | 01 (Prusse-Orientale)         | Elard von Oldenburg-Januschau         |       | DNVP  |
| État libre de Prusse                                                    | 01 (Prusse-Orientale)         | Gustav Schiller                       |       | DNVP  |
| État libre de Prusse                                                    | 01 (Prusse-Orientale)         | Georg Gottheiner                      |       | DNVP  |
| État libre de Prusse                                                    | 01 (Prusse-Orientale)         | Hubert Hönnekes                       |       | ZEN   |
| État libre de Prusse                                                    | 01 (Prusse-Orientale)         | Franz Moericke                        |       | KPD   |
| État libre de Prusse                                                    | 01 (Prusse-Orientale)         | Walter Schütz                         |       | KPD   |
| État libre de Prusse                                                    | 01 (Prusse-Orientale)         | Erich Koch                            |       | NSDAP |
| État libre de Prusse                                                    | 01 (Prusse-Orientale)         | Georg Usadel                          |       | NSDAP |
| État libre de Prusse                                                    | 01 (Prusse-Orientale)         | Hans Krause                           |       | NSDAP |
| État libre de Prusse                                                    | 02 (Berlin)                   | Arthur Crispien                       |       | SPD   |
| État libre de Prusse                                                    | 02 (Berlin)                   | Hugo Heimann                          |       | SPD   |
| État libre de Prusse                                                    | 02 (Berlin)                   | Clara Bohm-Schuch                     |       | SPD   |
| État libre de Prusse                                                    | 02 (Berlin)                   | Siegfried Aufhäuser                   |       | SPD   |
| État libre de Prusse                                                    | 02 (Berlin)                   | Carl Litke                            |       | SPD   |
| État libre de Prusse                                                    | 02 (Berlin)                   | Julius Moses                          |       | SPD   |
| État libre de Prusse                                                    | 02 (Berlin)                   | Wilhelm Laverrenz                     |       | DNVP  |
| État libre de Prusse                                                    | 02 (Berlin)                   | Emil Berndt                           |       | DNVP  |
| État libre de Prusse                                                    | 02 (Berlin)                   | Heinrich Krone                        |       | ZEN   |
| État libre de Prusse                                                    | 02 (Berlin)                   | Wilhelm Pieck                         |       | KPD   |
| État libre de Prusse                                                    | 02 (Berlin)                   | Ernst Torgler                         |       | KPD   |
| État libre de Prusse                                                    | 02 (Berlin)                   | Wilhelm Hein                          |       | KPD   |
| État libre de Prusse                                                    | 02 (Berlin)                   | Roberta Gropper                       |       | KPD   |
| État libre de Prusse                                                    | 02 (Berlin)                   | Paul Walter                           |       | KPD   |
| État libre de Prusse                                                    | 02 (Berlin)                   | Paul Hornick                          |       | KPD   |
| État libre de Prusse                                                    | 02 (Berlin)                   | Ernst Reinke                          |       | KPD   |
| État libre de Prusse                                                    | 02 (Berlin)                   | Gustav Schneider                      |       | DStP  |
| État libre de Prusse                                                    | 02 (Berlin)                   | Joseph Goebbels                       |       | NSDAP |
| État libre de Prusse                                                    | 02 (Berlin)                   | Hermann Göring                        |       | NSDAP |
| État libre de Prusse                                                    | 03 (Potsdam II)               | Franz Künstler                        |       | SPD   |
| État libre de Prusse                                                    | 03 (Potsdam II)               | Kurt Löwenstein                       |       | SPD   |
| État libre de Prusse                                                    | 03 (Potsdam II)               | Kurt Heinig                           |       | SPD   |
| État libre de Prusse                                                    | 03 (Potsdam II)               | Marie Kunert                          |       | SPD   |
| État libre de Prusse                                                    | 03 (Potsdam II)               | Werner Steinhoff                      |       | DNVP  |
| État libre de Prusse                                                    | 03 (Potsdam II)               | Annagrete Lehmann                     |       | DNVP  |
| État libre de Prusse                                                    | 03 (Potsdam II)               | Erich Timm                            |       | DNVP  |
| État libre de Prusse                                                    | 03 (Potsdam II)               | Walter Ulbricht                       |       | KPD   |
| État libre de Prusse                                                    | 03 (Potsdam II)               | Franz Dahlem                          |       | KPD   |
| État libre de Prusse                                                    | 03 (Potsdam II)               | Paul Kohlmann                         |       | KPD   |
| État libre de Prusse                                                    | 03 (Potsdam II)               | Siegfried von Kardorff                |       | DVP   |
| État libre de Prusse                                                    | 03 (Potsdam II)               | Oscar Meyer                           |       | DStP  |
| État libre de Prusse                                                    | 03 (Potsdam II)               | Walter Schuhmann                      |       | NSDAP |
| État libre de Prusse                                                    | 03 (Potsdam II)               | Martin Löpelmann                      |       | NSDAP |
| État libre de Prusse                                                    | 03 (Potsdam II)               | Hans Fabricius                        |       | NSDAP |
| État libre de Prusse                                                    | 04 (Potsdam I)                | Rudolf Wissell                        |       | SPD   |
| État libre de Prusse                                                    | 04 (Potsdam I)                | Rudolf Breitscheid                    |       | SPD   |
| État libre de Prusse                                                    | 04 (Potsdam I)                | Marie Juchacz                         |       | SPD   |
| État libre de Prusse                                                    | 04 (Potsdam I)                | Hermann Müller                        |       | SPD   |
| État libre de Prusse                                                    | 04 (Potsdam I)                | Friedrich Ebert                       |       | SPD   |
| État libre de Prusse                                                    | 04 (Potsdam I)                | Walter Stubbendorff                   |       | DNVP  |
| État libre de Prusse                                                    | 04 (Potsdam I)                | Albert Wiedemann                      |       | DNVP  |
| État libre de Prusse                                                    | 04 (Potsdam I)                | Hermann Remmele                       |       | KPD   |
| État libre de Prusse                                                    | 04 (Potsdam I)                | Heinz Neumann                         |       | KPD   |
| État libre de Prusse                                                    | 04 (Potsdam I)                | Grete Mildenberg                      |       | KPD   |
| État libre de Prusse                                                    | 04 (Potsdam I)                | Paul Redlich                          |       | KPD   |
| État libre de Prusse                                                    | 04 (Potsdam I)                | Heinrich Schnee                       |       | DVP   |
| État libre de Prusse                                                    | 04 (Potsdam I)                | August Weber                          |       | DStP  |
| État libre de Prusse                                                    | 04 (Potsdam I)                | Franz Holzamer                        |       | WP    |
| État libre de Prusse                                                    | 04 (Potsdam I)                | Alexander Freiherr von Wangenheim     |       | NSDAP |
| État libre de Prusse                                                    | 04 (Potsdam I)                | Wilhelm Decker                        |       | NSDAP |
| État libre de Prusse                                                    | 04 (Potsdam I)                | Josef Schönwälder                     |       | NSDAP |
| État libre de Prusse                                                    | 04 (Potsdam I)                | Erich Haucke                          |       | NSDAP |
| État libre de Prusse                                                    | 05 (Francfort)                | Otto Wels                             |       | SPD   |
| État libre de Prusse                                                    | 05 (Francfort)                | Walter Schuhmann                      |       | SPD   |
| État libre de Prusse                                                    | 05 (Francfort)                | Ernst Heilmann                        |       | SPD   |
| État libre de Prusse                                                    | 05 (Francfort)                | Anton Reißner                         |       | SPD   |
| État libre de Prusse                                                    | 05 (Francfort)                | Kurt Wege                             |       | DNVP  |
| État libre de Prusse                                                    | 05 (Francfort)                | Wilhelm Schmidt                       |       | DNVP  |
| État libre de Prusse                                                    | 05 (Francfort)                | Brunislaus Warnke                     |       | ZEN   |
| État libre de Prusse                                                    | 05 (Francfort)                | Karl Bohnenstengel                    |       | KPD   |
| État libre de Prusse                                                    | 05 (Francfort)                | Siegfried Kasche                      |       | NSDAP |
| État libre de Prusse                                                    | 05 (Francfort)                | Reinhard Bredow                       |       | NSDAP |
| État libre de Prusse                                                    | 05 (Francfort)                | Wilhelm Wigand                        |       | NSDAP |
| État libre de Prusse                                                    | 05 (Francfort)                | Karl Lehmann                          |       | CNBL  |
| État libre de Prusse                                                    | 06 (Poméranie)                | Gustav Schumann                       |       | SPD   |
| État libre de Prusse                                                    | 06 (Poméranie)                | Otto Friedrich Passehl                |       | SPD   |
| État libre de Prusse                                                    | 06 (Poméranie)                | Georg Schmidt                         |       | SPD   |
| État libre de Prusse                                                    | 06 (Poméranie)                | August Streufert                      |       | SPD   |
| État libre de Prusse                                                    | 06 (Poméranie)                | Herbert von Bismarck                  |       | DNVP  |
| État libre de Prusse                                                    | 06 (Poméranie)                | Wilhelm Jaeger                        |       | DNVP  |
| État libre de Prusse                                                    | 06 (Poméranie)                | Johannes Wolf                         |       | DNVP  |
| État libre de Prusse                                                    | 06 (Poméranie)                | Karl Kuhnke                           |       | DNVP  |
| État libre de Prusse                                                    | 06 (Poméranie)                | Max Strötzel                          |       | KPD   |
| État libre de Prusse                                                    | 06 (Poméranie)                | Carl Freybe                           |       | WP    |
| État libre de Prusse                                                    | 06 (Poméranie)                | Walther von Corswant                  |       | NSDAP |
| État libre de Prusse                                                    | 06 (Poméranie)                | Wilhelm Karpenstein                   |       | NSDAP |
| État libre de Prusse                                                    | 06 (Poméranie)                | Robert Schulz                         |       | NSDAP |
| État libre de Prusse                                                    | 06 (Poméranie)                | Otto Hergt                            |       | NSDAP |
| État libre de Prusse                                                    | 07 (Breslau)                  | Paul Löbe                             |       | SPD   |
| État libre de Prusse                                                    | 07 (Breslau)                  | Carl Wendemuth                        |       | SPD   |
| État libre de Prusse                                                    | 07 (Breslau)                  | Maria Ansorge                         |       | SPD   |
| État libre de Prusse                                                    | 07 (Breslau)                  | Hans Ziegler                          |       | SPD   |
| État libre de Prusse                                                    | 07 (Breslau)                  | Kurt Pohle                            |       | SPD   |
| État libre de Prusse                                                    | 07 (Breslau)                  | Axel von Freytagh-Loringhoven         |       | DNVP  |
| État libre de Prusse                                                    | 07 (Breslau)                  | Heinrich Brüning                      |       | ZEN   |
| État libre de Prusse                                                    | 07 (Breslau)                  | Ludwig Perlitius                      |       | ZEN   |
| État libre de Prusse                                                    | 07 (Breslau)                  | Karl Becker                           |       | KPD   |
| État libre de Prusse                                                    | 07 (Breslau)                  | Helmuth Brückner                      |       | NSDAP |
| État libre de Prusse                                                    | 07 (Breslau)                  | Hermann Schneider                     |       | NSDAP |
| État libre de Prusse                                                    | 07 (Breslau)                  | Hanns Oberlindober                    |       | NSDAP |
| État libre de Prusse                                                    | 07 (Breslau)                  | Ernst Jenke                           |       | NSDAP |
| État libre de Prusse                                                    | 08 (Liegnitz)                 | Paul Taubadel                         |       | SPD   |
| État libre de Prusse                                                    | 08 (Liegnitz)                 | Otto Buchwitz                         |       | SPD   |
| État libre de Prusse                                                    | 08 (Liegnitz)                 | Anna Nemitz                           |       | SPD   |
| État libre de Prusse                                                    | 08 (Liegnitz)                 | Oskar Hergt                           |       | DNVP  |
| État libre de Prusse                                                    | 08 (Liegnitz)                 | Joseph Wirth                          |       | ZEN   |
| État libre de Prusse                                                    | 08 (Liegnitz)                 | Wolfgang Jaenicke                     |       | DStP  |
| État libre de Prusse                                                    | 08 (Liegnitz)                 | Gotthard Sachsenberg                  |       | WP    |
| État libre de Prusse                                                    | 08 (Liegnitz)                 | Hans Frank                            |       | NSDAP |
| État libre de Prusse                                                    | 08 (Liegnitz)                 | Konrad Jenzen                         |       | NSDAP |
| État libre de Prusse                                                    | 08 (Liegnitz)                 | Georg Baur                            |       | CNBL  |
| État libre de Prusse                                                    | 09 (Oppeln)                   | Johannes Stelling                     |       | SPD   |
| État libre de Prusse                                                    | 09 (Oppeln)                   | Fritz Kleiner                         |       | DNVP  |
| État libre de Prusse                                                    | 09 (Oppeln)                   | Max Schwobe                           |       | DNVP  |
| État libre de Prusse                                                    | 09 (Oppeln)                   | Karl Ulitzka                          |       | ZEN   |
| État libre de Prusse                                                    | 09 (Oppeln)                   | Franz Ehrhardt                        |       | ZEN   |
| État libre de Prusse                                                    | 09 (Oppeln)                   | Adalbert Beck                         |       | ZEN   |
| État libre de Prusse                                                    | 09 (Oppeln)                   | Heinrich Hartwig                      |       | ZEN   |
| État libre de Prusse                                                    | 09 (Oppeln)                   | Anton Jadasch                         |       | KPD   |
| État libre de Prusse                                                    | 09 (Oppeln)                   | Roman Chwalek                         |       | KPD   |
| État libre de Prusse                                                    | 09 (Oppeln)                   | Max Fillusch                          |       | NSDAP |
| État libre de Prusse                                                    | 10 (Magdebourg)               | Hermann Beims                         |       | SPD   |
| État libre de Prusse                                                    | 10 (Magdebourg)               | Ferdinand Bender                      |       | SPD   |
| État libre de Prusse                                                    | 10 (Magdebourg)               | Paul Bader                            |       | SPD   |
| État libre de Prusse                                                    | 10 (Magdebourg)               | Gustav Ferl                           |       | SPD   |
| État libre de Prusse                                                    | 10 (Magdebourg)               | Fritz Baade                           |       | SPD   |
| État libre de Prusse                                                    | 10 (Magdebourg)               | Gerhart Seger                         |       | SPD   |
| État libre de Prusse                                                    | 10 (Magdebourg)               | Reinhard Schulze-Stapen               |       | DNVP  |
| État libre de Prusse                                                    | 10 (Magdebourg)               | Fritz Heckert                         |       | KPD   |
| État libre de Prusse                                                    | 10 (Magdebourg)               | Ernst Hörnicke                        |       | KPD   |
| État libre de Prusse                                                    | 10 (Magdebourg)               | Hans von Seeckt                       |       | DVP   |
| État libre de Prusse                                                    | 10 (Magdebourg)               | Wilhelm François                      |       | WP    |
| État libre de Prusse                                                    | 10 (Magdebourg)               | Wilhelm Friedrich Loeper              |       | NSDAP |
| État libre de Prusse                                                    | 10 (Magdebourg)               | Rudolf Krause                         |       | NSDAP |
| État libre de Prusse                                                    | 10 (Magdebourg)               | Friedrich Schulze-Langendorf          |       | NSDAP |
| État libre de Prusse                                                    | 11 (Mersebourg)               | Paul Hertz                            |       | SPD   |
| État libre de Prusse                                                    | 11 (Mersebourg)               | Franz Peters                          |       | SPD   |
| État libre de Prusse                                                    | 11 (Mersebourg)               | Georg Schiele                         |       | DNVP  |
| État libre de Prusse                                                    | 11 (Mersebourg)               | Wilhelm Koenen                        |       | KPD   |
| État libre de Prusse                                                    | 11 (Mersebourg)               | Hans Volkmann                         |       | KPD   |
| État libre de Prusse                                                    | 11 (Mersebourg)               | Marie Ahlers                          |       | KPD   |
| État libre de Prusse                                                    | 11 (Mersebourg)               | Carl Cremer                           |       | DVP   |
| État libre de Prusse                                                    | 11 (Mersebourg)               | Franz Stöhr                           |       | NSDAP |
| État libre de Prusse                                                    | 11 (Mersebourg)               | Fritz Tiebel                          |       | NSDAP |
| État libre de Prusse                                                    | 11 (Mersebourg)               | Hans Wolkersdörfer                    |       | NSDAP |
| État libre de Prusse                                                    | 11 (Mersebourg)               | Emil Hemeter                          |       | CNBL  |
| Land de Thuringe                                                        | 12 (Thuringe)                 | August Frölich                        |       | SPD   |
| Land de Thuringe                                                        | 12 (Thuringe)                 | Kurt Rosenfeld                        |       | SPD   |
| Land de Thuringe                                                        | 12 (Thuringe)                 | Mathilde Wurm                         |       | SPD   |
| Land de Thuringe                                                        | 12 (Thuringe)                 | Georg Dietrich                        |       | SPD   |
| Land de Thuringe                                                        | 12 (Thuringe)                 | Paul Voigt                            |       | SPD   |
| Land de Thuringe                                                        | 12 (Thuringe)                 | August Siemsen                        |       | SPD   |
| Land de Thuringe                                                        | 12 (Thuringe)                 | Walther Graef                         |       | DNVP  |
| Land de Thuringe                                                        | 12 (Thuringe)                 | Wilhelm Marx                          |       | ZEN   |
| Land de Thuringe                                                        | 12 (Thuringe)                 | August Creutzburg                     |       | KPD   |
| Land de Thuringe                                                        | 12 (Thuringe)                 | Georg Schumann                        |       | KPD   |
| Land de Thuringe                                                        | 12 (Thuringe)                 | Maria Blum                            |       | KPD   |
| Land de Thuringe                                                        | 12 (Thuringe)                 | Friedrich Pfeffer                     |       | DVP   |
| Land de Thuringe                                                        | 12 (Thuringe)                 | Arthur Heße                           |       | DStP  |
| Land de Thuringe                                                        | 12 (Thuringe)                 | Johannes Dunkel                       |       | WP    |
| Land de Thuringe                                                        | 12 (Thuringe)                 | Herbert Albrecht                      |       | NSDAP |
| Land de Thuringe                                                        | 12 (Thuringe)                 | Gustav Zunkel                         |       | NSDAP |
| Land de Thuringe                                                        | 12 (Thuringe)                 | Ernst Katzmann                        |       | NSDAP |
| Land de Thuringe                                                        | 12 (Thuringe)                 | Friedrich Triebel                     |       | NSDAP |
| Land de Thuringe                                                        | 12 (Thuringe)                 | Friedrich Döbrich                     |       | CNBL  |
| Land de Thuringe                                                        | 12 (Thuringe)                 | Franz Hänse                           |       | CNBL  |
| État libre de Prusse                                                    | 13 (Schleswig-Holstein)       | Louise Schroeder                      |       | SPD   |
| État libre de Prusse                                                    | 13 (Schleswig-Holstein)       | Otto Eggerstedt                       |       | SPD   |
| État libre de Prusse                                                    | 13 (Schleswig-Holstein)       | Max Richter                           |       | SPD   |
| État libre de Prusse                                                    | 13 (Schleswig-Holstein)       | Louis Biester                         |       | SPD   |
| État libre de Prusse                                                    | 13 (Schleswig-Holstein)       | Ernst Oberfohren                      |       | DNVP  |
| État libre de Prusse                                                    | 13 (Schleswig-Holstein)       | Christian Heuck                       |       | KPD   |
| État libre de Prusse                                                    | 13 (Schleswig-Holstein)       | Anton Schifferer                      |       | DVP   |
| État libre de Prusse                                                    | 13 (Schleswig-Holstein)       | Anton Franzen                         |       | NSDAP |
| État libre de Prusse                                                    | 13 (Schleswig-Holstein)       | Joachim Meyer-Quade                   |       | NSDAP |
| État libre de Prusse                                                    | 13 (Schleswig-Holstein)       | Adolf Thormählen                      |       | NSDAP |
| État libre de Prusse                                                    | 13 (Schleswig-Holstein)       | Bruno Stamer                          |       | NSDAP |
| État libre de Prusse                                                    | 14 (Weser-Ems)                | Alfred Henke                          |       | SPD   |
| État libre de Prusse                                                    | 14 (Weser-Ems)                | Oskar Hünlich                         |       | SPD   |
| État libre de Prusse                                                    | 14 (Weser-Ems)                | Hermann Tempel                        |       | SPD   |
| État libre de Prusse                                                    | 14 (Weser-Ems)                | Dirk Agena                            |       | DNVP  |
| État libre de Prusse                                                    | 14 (Weser-Ems)                | Heinrich Brauns                       |       | ZEN   |
| État libre de Prusse                                                    | 14 (Weser-Ems)                | Johannes Drees                        |       | ZEN   |
| État libre de Prusse                                                    | 14 (Weser-Ems)                | Paul Schwartz                         |       | KPD   |
| État libre de Prusse                                                    | 14 (Weser-Ems)                | Ernst Hintzmann                       |       | DVP   |
| État libre de Prusse                                                    | 14 (Weser-Ems)                | Carl Röver                            |       | NSDAP |
| État libre de Prusse                                                    | 14 (Weser-Ems)                | Heinz Spangemacher                    |       | NSDAP |
| État libre de Prusse                                                    | 14 (Weser-Ems)                | Kurt Thiele                           |       | NSDAP |
| État libre de Prusse                                                    | 15 (Hanovre-Oriental)         | Oskar Hünlich                         |       | SPD   |
| État libre de Prusse                                                    | 15 (Hanovre-Oriental)         | Friedrich Nowack                      |       | SPD   |
| État libre de Prusse                                                    | 15 (Hanovre-Oriental)         | Adele Schreiber-Krieger               |       | SPD   |
| État libre de Prusse                                                    | 15 (Hanovre-Oriental)         | Otto Telschow                         |       | NSDAP |
| État libre de Prusse                                                    | 15 (Hanovre-Oriental)         | Erich Hasse                           |       | NSDAP |
| État libre de Prusse                                                    | 15 (Hanovre-Oriental)         | Heinrich Meyer                        |       | DHP   |
| État libre de Prusse                                                    | 16 (Hanovre-du-Sud-Brunswick) | August Brey                           |       | SPD   |
| État libre de Prusse                                                    | 16 (Hanovre-du-Sud-Brunswick) | Otto Grotewohl                        |       | SPD   |
| État libre de Prusse                                                    | 16 (Hanovre-du-Sud-Brunswick) | Anna Zammert                          |       | SPD   |
| État libre de Prusse                                                    | 16 (Hanovre-du-Sud-Brunswick) | August Karsten                        |       | SPD   |
| État libre de Prusse                                                    | 16 (Hanovre-du-Sud-Brunswick) | Joseph Schaffner                      |       | SPD   |
| État libre de Prusse                                                    | 16 (Hanovre-du-Sud-Brunswick) | Paul Junke                            |       | SPD   |
| État libre de Prusse                                                    | 16 (Hanovre-du-Sud-Brunswick) | Richard Schiller                      |       | SPD   |
| État libre de Prusse                                                    | 16 (Hanovre-du-Sud-Brunswick) | Erich Wienbeck                        |       | DNVP  |
| État libre de Prusse                                                    | 16 (Hanovre-du-Sud-Brunswick) | Wilhelm Offenstein                    |       | ZEN   |
| État libre de Prusse                                                    | 16 (Hanovre-du-Sud-Brunswick) | Maria Reese                           |       | KPD   |
| État libre de Prusse                                                    | 16 (Hanovre-du-Sud-Brunswick) | Helmuth Albrecht                      |       | DVP   |
| État libre de Prusse                                                    | 16 (Hanovre-du-Sud-Brunswick) | Max Prütz                             |       | DStP  |
| État libre de Prusse                                                    | 16 (Hanovre-du-Sud-Brunswick) | Franz Freidel                         |       | WP    |
| État libre de Prusse                                                    | 16 (Hanovre-du-Sud-Brunswick) | Bernhard Rust                         |       | NSDAP |
| État libre de Prusse                                                    | 16 (Hanovre-du-Sud-Brunswick) | Werner Willikens                      |       | NSDAP |
| État libre de Prusse                                                    | 16 (Hanovre-du-Sud-Brunswick) | Albert Leister                        |       | NSDAP |
| État libre de Prusse                                                    | 16 (Hanovre-du-Sud-Brunswick) | Berthold Karwahne                     |       | NSDAP |
| État libre de Prusse                                                    | 16 (Hanovre-du-Sud-Brunswick) | Friedrich Wilhelm Nolte               |       | DHP   |
| État libre de Prusse                                                    | 17 (Westphalie-du-Nord)       | Carl Severing                         |       | SPD   |
| État libre de Prusse                                                    | 17 (Westphalie-du-Nord)       | Carl Schreck                          |       | SPD   |
| État libre de Prusse                                                    | 17 (Westphalie-du-Nord)       | Alfred Janschek                       |       | SPD   |
| État libre de Prusse                                                    | 17 (Westphalie-du-Nord)       | Julius Finke                          |       | SPD   |
| État libre de Prusse                                                    | 17 (Westphalie-du-Nord)       | Alfred Hugenberg                      |       | DNVP  |
| État libre de Prusse                                                    | 17 (Westphalie-du-Nord)       | Carl Herold                           |       | ZEN   |
| État libre de Prusse                                                    | 17 (Westphalie-du-Nord)       | Adam Stegerwald                       |       | ZEN   |
| État libre de Prusse                                                    | 17 (Westphalie-du-Nord)       | Georg Schreiber                       |       | ZEN   |
| État libre de Prusse                                                    | 17 (Westphalie-du-Nord)       | Franz Bielefeld                       |       | ZEN   |
| État libre de Prusse                                                    | 17 (Westphalie-du-Nord)       | Franz Bornefeld-Ettmann               |       | ZEN   |
| État libre de Prusse                                                    | 17 (Westphalie-du-Nord)       | Franz Riesener                        |       | ZEN   |
| État libre de Prusse                                                    | 17 (Westphalie-du-Nord)       | Anton Kampschulte                     |       | ZEN   |
| État libre de Prusse                                                    | 17 (Westphalie-du-Nord)       | Albert Funk                           |       | KPD   |
| État libre de Prusse                                                    | 17 (Westphalie-du-Nord)       | Barbara Esser                         |       | KPD   |
| État libre de Prusse                                                    | 17 (Westphalie-du-Nord)       | Otto Hugo                             |       | DVP   |
| État libre de Prusse                                                    | 17 (Westphalie-du-Nord)       | Heinrich Hömberg                      |       | WP    |
| État libre de Prusse                                                    | 17 (Westphalie-du-Nord)       | Alfred Meyer                          |       | NSDAP |
| État libre de Prusse                                                    | 17 (Westphalie-du-Nord)       | Friedrich Homann                      |       | NSDAP |
| État libre de Prusse                                                    | 17 (Westphalie-du-Nord)       | Albert Schmidt                        |       | CSVD  |
| État libre de Prusse                                                    | 18 (Westphalie-du-Sud)        | Friedrich Ernst Husemann              |       | SPD   |
| État libre de Prusse                                                    | 18 (Westphalie-du-Sud)        | Alwin Brandes                         |       | SPD   |
| État libre de Prusse                                                    | 18 (Westphalie-du-Sud)        | Berta Schulz                          |       | SPD   |
| État libre de Prusse                                                    | 18 (Westphalie-du-Sud)        | Fritz Henßler                         |       | SPD   |
| État libre de Prusse                                                    | 18 (Westphalie-du-Sud)        | Walter Oettinghaus                    |       | SPD   |
| État libre de Prusse                                                    | 18 (Westphalie-du-Sud)        | Karl Koch                             |       | DNVP  |
| État libre de Prusse                                                    | 18 (Westphalie-du-Sud)        | Heinrich Imbusch                      |       | ZEN   |
| État libre de Prusse                                                    | 18 (Westphalie-du-Sud)        | Josef Schmelzer                       |       | ZEN   |
| État libre de Prusse                                                    | 18 (Westphalie-du-Sud)        | Johannes Becker                       |       | ZEN   |
| État libre de Prusse                                                    | 18 (Westphalie-du-Sud)        | Elisabeth Zillken                     |       | ZEN   |
| État libre de Prusse                                                    | 18 (Westphalie-du-Sud)        | Josef Weiser                          |       | ZEN   |
| État libre de Prusse                                                    | 18 (Westphalie-du-Sud)        | Wilhelm Florin                        |       | KPD   |
| État libre de Prusse                                                    | 18 (Westphalie-du-Sud)        | Willi Agatz                           |       | KPD   |
| État libre de Prusse                                                    | 18 (Westphalie-du-Sud)        | Walter Frank                          |       | KPD   |
| État libre de Prusse                                                    | 18 (Westphalie-du-Sud)        | Lotte Zinke                           |       | KPD   |
| État libre de Prusse                                                    | 18 (Westphalie-du-Sud)        | August Winnefeld                      |       | DVP   |
| État libre de Prusse                                                    | 18 (Westphalie-du-Sud)        | Hermann Höpker-Aschoff                |       | DStP  |
| État libre de Prusse                                                    | 18 (Westphalie-du-Sud)        | Josef Wagner                          |       | NSDAP |
| État libre de Prusse                                                    | 18 (Westphalie-du-Sud)        | Emil Stürtz                           |       | NSDAP |
| État libre de Prusse                                                    | 18 (Westphalie-du-Sud)        | Heinrich Vetter                       |       | NSDAP |
| État libre de Prusse                                                    | 18 (Westphalie-du-Sud)        | Otto Rippel                           |       | CSVD  |
| État libre de Prusse                                                    | 19 (Hesse-Nassau)             | Philipp Scheidemann                   |       | SPD   |
| État libre de Prusse                                                    | 19 (Hesse-Nassau)             | Franz Metz                            |       | SPD   |
| État libre de Prusse                                                    | 19 (Hesse-Nassau)             | Heinrich Becker                       |       | SPD   |
| État libre de Prusse                                                    | 19 (Hesse-Nassau)             | Michael Schnabrich                    |       | SPD   |
| État libre de Prusse                                                    | 19 (Hesse-Nassau)             | Andreas Portune                       |       | SPD   |
| État libre de Prusse                                                    | 19 (Hesse-Nassau)             | Otto Witte                            |       | SPD   |
| État libre de Prusse                                                    | 19 (Hesse-Nassau)             | Friedrich Dessauer                    |       | ZEN   |
| État libre de Prusse                                                    | 19 (Hesse-Nassau)             | August Crone-Münzebrock               |       | ZEN   |
| État libre de Prusse                                                    | 19 (Hesse-Nassau)             | Jean Albert Schwarz                   |       | ZEN   |
| État libre de Prusse                                                    | 19 (Hesse-Nassau)             | Wilhelm Münzenberg                    |       | KPD   |
| État libre de Prusse                                                    | 19 (Hesse-Nassau)             | Ernst Lohagen                         |       | KPD   |
| État libre de Prusse                                                    | 19 (Hesse-Nassau)             | Wilhelm Kalle                         |       | DVP   |
| État libre de Prusse                                                    | 19 (Hesse-Nassau)             | Peter Reinhold                        |       | DStP  |
| État libre de Prusse                                                    | 19 (Hesse-Nassau)             | Werner Rhode                          |       | WP    |
| État libre de Prusse                                                    | 19 (Hesse-Nassau)             | Jakob Sprenger                        |       | NSDAP |
| État libre de Prusse                                                    | 19 (Hesse-Nassau)             | Peter Gemeinder                       |       | NSDAP |
| État libre de Prusse                                                    | 19 (Hesse-Nassau)             | Fritz Weitzel                         |       | NSDAP |
| État libre de Prusse                                                    | 19 (Hesse-Nassau)             | Walther Seidler                       |       | NSDAP |
| État libre de Prusse                                                    | 19 (Hesse-Nassau)             | Karl Linder                           |       | NSDAP |
| État libre de Prusse                                                    | 19 (Hesse-Nassau)             | Heinrich Lind                         |       | CNBL  |
| État libre de Prusse                                                    | 19 (Hesse-Nassau)             | Paul Schmidt                          |       | CSVD  |
| État libre de Prusse                                                    | 20 (Aix-la-Chapelle-Cologne)  | Wilhelm Sollmann                      |       | SPD   |
| État libre de Prusse                                                    | 20 (Aix-la-Chapelle-Cologne)  | Hans Böckler                          |       | SPD   |
| État libre de Prusse                                                    | 20 (Aix-la-Chapelle-Cologne)  | Ludwig Schwecht                       |       | DNVP  |
| État libre de Prusse                                                    | 20 (Aix-la-Chapelle-Cologne)  | Joseph Joos                           |       | ZEN   |
| État libre de Prusse                                                    | 20 (Aix-la-Chapelle-Cologne)  | Christine Teusch                      |       | ZEN   |
| État libre de Prusse                                                    | 20 (Aix-la-Chapelle-Cologne)  | Andreas Hermes                        |       | ZEN   |
| État libre de Prusse                                                    | 20 (Aix-la-Chapelle-Cologne)  | Thomas Eßer                           |       | ZEN   |
| État libre de Prusse                                                    | 20 (Aix-la-Chapelle-Cologne)  | Albert Servais                        |       | ZEN   |
| État libre de Prusse                                                    | 20 (Aix-la-Chapelle-Cologne)  | Otto Gerig                            |       | ZEN   |
| État libre de Prusse                                                    | 20 (Aix-la-Chapelle-Cologne)  | Rudolf Schetter                       |       | ZEN   |
| État libre de Prusse                                                    | 20 (Aix-la-Chapelle-Cologne)  | Walter Stoecker                       |       | KPD   |
| État libre de Prusse                                                    | 20 (Aix-la-Chapelle-Cologne)  | Karl Sattler                          |       | KPD   |
| État libre de Prusse                                                    | 20 (Aix-la-Chapelle-Cologne)  | Anton Krzikalla                       |       | KPD   |
| État libre de Prusse                                                    | 20 (Aix-la-Chapelle-Cologne)  | Engelbert Regh                        |       | DVP   |
| État libre de Prusse                                                    | 20 (Aix-la-Chapelle-Cologne)  | Carl Schneidewind                     |       | WP    |
| État libre de Prusse                                                    | 20 (Aix-la-Chapelle-Cologne)  | Robert Ley                            |       | NSDAP |
| État libre de Prusse                                                    | 20 (Aix-la-Chapelle-Cologne)  | Rudolf Schmeer                        |       | NSDAP |
| État libre de Prusse                                                    | 20 (Aix-la-Chapelle-Cologne)  | Richard Schaller                      |       | NSDAP |
| État libre de Prusse                                                    | 21 (Coblence-Trèves)          | Emil Kirschmann                       |       | SPD   |
| État libre de Prusse                                                    | 21 (Coblence-Trèves)          | Ludwig Kaas                           |       | ZEN   |
| État libre de Prusse                                                    | 21 (Coblence-Trèves)          | Eduard Verhülsdonk                    |       | ZEN   |
| État libre de Prusse                                                    | 21 (Coblence-Trèves)          | Matthias Neyses                       |       | ZEN   |
| État libre de Prusse                                                    | 21 (Coblence-Trèves)          | Peter Tremmel                         |       | ZEN   |
| État libre de Prusse                                                    | 21 (Coblence-Trèves)          | Peter Kerp                            |       | ZEN   |
| État libre de Prusse                                                    | 21 (Coblence-Trèves)          | Gustav Simon                          |       | NSDAP |
| État libre de Prusse                                                    | 22 (Düsseldorf-Est)           | Heinrich Limbertz                     |       | SPD   |
| État libre de Prusse                                                    | 22 (Düsseldorf-Est)           | Lore Agnes                            |       | SPD   |
| État libre de Prusse                                                    | 22 (Düsseldorf-Est)           | Wilhelm Koch                          |       | DNVP  |
| État libre de Prusse                                                    | 22 (Düsseldorf-Est)           | Johannes Giesberts                    |       | ZEN   |
| État libre de Prusse                                                    | 22 (Düsseldorf-Est)           | Helene Weber                          |       | ZEN   |
| État libre de Prusse                                                    | 22 (Düsseldorf-Est)           | Peter Schlack                         |       | ZEN   |
| État libre de Prusse                                                    | 22 (Düsseldorf-Est)           | Fritz Schulte                         |       | KPD   |
| État libre de Prusse                                                    | 22 (Düsseldorf-Est)           | Konrad Skrentny                       |       | KPD   |
| État libre de Prusse                                                    | 22 (Düsseldorf-Est)           | Helene Overlach                       |       | KPD   |
| État libre de Prusse                                                    | 22 (Düsseldorf-Est)           | Theodor Neubauer                      |       | KPD   |
| État libre de Prusse                                                    | 22 (Düsseldorf-Est)           | Julius Adler                          |       | KPD   |
| État libre de Prusse                                                    | 22 (Düsseldorf-Est)           | Carl Christian Schmid                 |       | DVP   |
| État libre de Prusse                                                    | 22 (Düsseldorf-Est)           | Johann Viktor Bredt                   |       | WP    |
| État libre de Prusse                                                    | 22 (Düsseldorf-Est)           | Friedrich Karl Florian                |       | NSDAP |
| État libre de Prusse                                                    | 22 (Düsseldorf-Est)           | Willi Veller                          |       | NSDAP |
| État libre de Prusse                                                    | 22 (Düsseldorf-Est)           | Wilhelm Börger                        |       | NSDAP |
| État libre de Prusse                                                    | 22 (Düsseldorf-Est)           | Friedrich Wilhelm Hennes              |       | CSVD  |
| État libre de Prusse                                                    | 23 (Düsseldorf-Ouest)         | Paul Gerlach                          |       | SPD   |
| État libre de Prusse                                                    | 23 (Düsseldorf-Ouest)         | Johannes Thabor                       |       | SPD   |
| État libre de Prusse                                                    | 23 (Düsseldorf-Ouest)         | Johannes Bell                         |       | ZEN   |
| État libre de Prusse                                                    | 23 (Düsseldorf-Ouest)         | Franz Wieber                          |       | ZEN   |
| État libre de Prusse                                                    | 23 (Düsseldorf-Ouest)         | Johannes Blum                         |       | ZEN   |
| État libre de Prusse                                                    | 23 (Düsseldorf-Ouest)         | Jakob Rongen                          |       | ZEN   |
| État libre de Prusse                                                    | 23 (Düsseldorf-Ouest)         | Heinrich Fahrenbrach                  |       | ZEN   |
| État libre de Prusse                                                    | 23 (Düsseldorf-Ouest)         | Mathias Thesen                        |       | KPD   |
| État libre de Prusse                                                    | 23 (Düsseldorf-Ouest)         | Carl Muhsal                           |       | KPD   |
| État libre de Prusse                                                    | 23 (Düsseldorf-Ouest)         | Rudolf Hennig                         |       | KPD   |
| État libre de Prusse                                                    | 23 (Düsseldorf-Ouest)         | Josef Terboven                        |       | NSDAP |
| État libre de Prusse                                                    | 23 (Düsseldorf-Ouest)         | Viktor Lutze                          |       | NSDAP |
| État libre de Prusse                                                    | 23 (Düsseldorf-Ouest)         | Max Luyken                            |       | NSDAP |
| Bavière                                                                 | 24 (Haute-Bavière-Souabe)     | Wilhelm Hoegner                       |       | SPD   |
| Bavière                                                                 | 24 (Haute-Bavière-Souabe)     | Georg Simon                           |       | SPD   |
| Bavière                                                                 | 24 (Haute-Bavière-Souabe)     | Hans Unterleitner                     |       | SPD   |
| Bavière                                                                 | 24 (Haute-Bavière-Souabe)     | Klara Weich                           |       | SPD   |
| Bavière                                                                 | 24 (Haute-Bavière-Souabe)     | Albert Buchmann                       |       | KPD   |
| Bavière                                                                 | 24 (Haute-Bavière-Souabe)     | Sebastian Diernreiter                 |       | BVP   |
| Bavière                                                                 | 24 (Haute-Bavière-Souabe)     | Hans Rauch                            |       | BVP   |
| Bavière                                                                 | 24 (Haute-Bavière-Souabe)     | Franz Xaver Lang                      |       | BVP   |
| Bavière                                                                 | 24 (Haute-Bavière-Souabe)     | Rudolf Schwarzer                      |       | BVP   |
| Bavière                                                                 | 24 (Haute-Bavière-Souabe)     | Martin Loibl                          |       | BVP   |
| Bavière                                                                 | 24 (Haute-Bavière-Souabe)     | Erich Emminger                        |       | BVP   |
| Bavière                                                                 | 24 (Haute-Bavière-Souabe)     | Sebastian Diernreiter                 |       | BVP   |
| Bavière                                                                 | 24 (Haute-Bavière-Souabe)     | Fritz Reinhardt                       |       | NSDAP |
| Bavière                                                                 | 24 (Haute-Bavière-Souabe)     | Heinrich Himmler                      |       | NSDAP |
| Bavière                                                                 | 24 (Haute-Bavière-Souabe)     | Wilhelm Schwarz                       |       | NSDAP |
| Bavière                                                                 | 24 (Haute-Bavière-Souabe)     | Fritz Kling                           |       | DBP   |
| Bavière                                                                 | 24 (Haute-Bavière-Souabe)     | Georg Eisenberger                     |       | DBP   |
| Bavière                                                                 | 25 (Basse-Bavière)            | Toni Pfülf                            |       | SPD   |
| Bavière                                                                 | 25 (Basse-Bavière)            | Franz Gerauer                         |       | BVP   |
| Bavière                                                                 | 25 (Basse-Bavière)            | Joseph Pfleger                        |       | BVP   |
| Bavière                                                                 | 25 (Basse-Bavière)            | Michael Helmerich                     |       | BVP   |
| Bavière                                                                 | 25 (Basse-Bavière)            | Michael Horlacher                     |       | BVP   |
| Bavière                                                                 | 25 (Basse-Bavière)            | Franz Maierhofer                      |       | NSDAP |
| Bavière                                                                 | 25 (Basse-Bavière)            | Carl Gandorfer                        |       | DBP   |
| Bavière                                                                 | 25 (Basse-Bavière)            | Johann Ederer                         |       | DBP   |
| Bavière                                                                 | 26 (Franconie)                | Hermann Müller                        |       | SPD   |
| Bavière                                                                 | 26 (Franconie)                | Johann Vogel                          |       | SPD   |
| Bavière                                                                 | 26 (Franconie)                | Josef Simon                           |       | SPD   |
| Bavière                                                                 | 26 (Franconie)                | Friedrich Puchta                      |       | SPD   |
| Bavière                                                                 | 26 (Franconie)                | Hans Seidel                           |       | SPD   |
| Bavière                                                                 | 26 (Franconie)                | Hans Dill                             |       | SPD   |
| Bavière                                                                 | 26 (Franconie)                | Johann Meyer                          |       | KPD   |
| Bavière                                                                 | 26 (Franconie)                | Hans Dirscherl                        |       | WP    |
| Bavière                                                                 | 26 (Franconie)                | Johann Leicht                         |       | BVP   |
| Bavière                                                                 | 26 (Franconie)                | Franz Herbert                         |       | BVP   |
| Bavière                                                                 | 26 (Franconie)                | Karl Troßmann                         |       | BVP   |
| Bavière                                                                 | 26 (Franconie)                | Hubert Korbacher                      |       | BVP   |
| Bavière                                                                 | 26 (Franconie)                | Friedrich Huth                        |       | BVP   |
| Bavière                                                                 | 26 (Franconie)                | Franz von Epp                         |       | NSDAP |
| Bavière                                                                 | 26 (Franconie)                | Hans Schemm                           |       | NSDAP |
| Bavière                                                                 | 26 (Franconie)                | Wilhelm Stegmann                      |       | NSDAP |
| Bavière                                                                 | 26 (Franconie)                | Albert Forster                        |       | NSDAP |
| Bavière                                                                 | 26 (Franconie)                | Georg Bachmann                        |       | CNBL  |
| Bavière                                                                 | 26 (Franconie)                | Heinrich Hopp                         |       | CNBL  |
| Bavière                                                                 | 27 (Palatinat)                | Johannes Hoffmann                     |       | SPD   |
| Bavière                                                                 | 27 (Palatinat)                | Michael Bayersdörfer                  |       | BVP   |
| Bavière                                                                 | 27 (Palatinat)                | Wilhelm Frick                         |       | NSDAP |
| Bavière                                                                 | 27 (Palatinat)                | Josef Bürckel                         |       | NSDAP |
| État libre de Saxe                                                      | 28 (Dresde-Bautzen)           | Hermann Fleißner                      |       | SPD   |
| État libre de Saxe                                                      | 28 (Dresde-Bautzen)           | Tony Sender                           |       | SPD   |
| État libre de Saxe                                                      | 28 (Dresde-Bautzen)           | Alfred Dobbert                        |       | SPD   |
| État libre de Saxe                                                      | 28 (Dresde-Bautzen)           | Hermann Krätzig                       |       | SPD   |
| État libre de Saxe                                                      | 28 (Dresde-Bautzen)           | Johannes Schirmer                     |       | SPD   |
| État libre de Saxe                                                      | 28 (Dresde-Bautzen)           | Arthur Arzt                           |       | SPD   |
| État libre de Saxe                                                      | 28 (Dresde-Bautzen)           | Paul Bang                             |       | DNVP  |
| État libre de Saxe                                                      | 28 (Dresde-Bautzen)           | Hugo Gräf                             |       | KPD   |
| État libre de Saxe                                                      | 28 (Dresde-Bautzen)           | Olga Körner                           |       | KPD   |
| État libre de Saxe                                                      | 28 (Dresde-Bautzen)           | Rudolph Schneider                     |       | DVP   |
| État libre de Saxe                                                      | 28 (Dresde-Bautzen)           | August Abel                           |       | DStP  |
| État libre de Saxe                                                      | 28 (Dresde-Bautzen)           | Franz Biener                          |       | WP    |
| État libre de Saxe                                                      | 28 (Dresde-Bautzen)           | Gregor Straßer                        |       | NSDAP |
| État libre de Saxe                                                      | 28 (Dresde-Bautzen)           | Robert Helbig                         |       | NSDAP |
| État libre de Saxe                                                      | 28 (Dresde-Bautzen)           | Karl Martin                           |       | NSDAP |
| État libre de Saxe                                                      | 28 (Dresde-Bautzen)           | Alwin Domsch                          |       | CNBL  |
| État libre de Saxe                                                      | 29 (Leipzig)                  | Richard Lipinski                      |       | SPD   |
| État libre de Saxe                                                      | 29 (Leipzig)                  | Hugo Saupe                            |       | SPD   |
| État libre de Saxe                                                      | 29 (Leipzig)                  | Georg Engelbert Graf                  |       | SPD   |
| État libre de Saxe                                                      | 29 (Leipzig)                  | Margarethe Starrmann                  |       | SPD   |
| État libre de Saxe                                                      | 29 (Leipzig)                  | Cornelius Gellert                     |       | SPD   |
| État libre de Saxe                                                      | 29 (Leipzig)                  | Siegfried Rädel                       |       | KPD   |
| État libre de Saxe                                                      | 29 (Leipzig)                  | Hans Kippenberger                     |       | KPD   |
| État libre de Saxe                                                      | 29 (Leipzig)                  | Otto Thiel                            |       | DVP   |
| État libre de Saxe                                                      | 29 (Leipzig)                  | Wilhelm Külz                          |       | DStP  |
| État libre de Saxe                                                      | 29 (Leipzig)                  | Karl Lauterbach                       |       | WP    |
| État libre de Saxe                                                      | 29 (Leipzig)                  | Eugen Holdinghausen                   |       | NSDAP |
| État libre de Saxe                                                      | 29 (Leipzig)                  | Karl Horn                             |       | NSDAP |
| État libre de Saxe                                                      | 29 (Leipzig)                  | Karl Heinrich Sieber                  |       | CNBL  |
| État libre de Saxe                                                      | 30 (Chemnitz-Zwickau)         | Heinrich Ströbel                      |       | SPD   |
| État libre de Saxe                                                      | 30 (Chemnitz-Zwickau)         | Max Seydewitz                         |       | SPD   |
| État libre de Saxe                                                      | 30 (Chemnitz-Zwickau)         | Bernhard Kuhnt                        |       | SPD   |
| État libre de Saxe                                                      | 30 (Chemnitz-Zwickau)         | Georg Graupe                          |       | SPD   |
| État libre de Saxe                                                      | 30 (Chemnitz-Zwickau)         | Daniel Stücklen                       |       | SPD   |
| État libre de Saxe                                                      | 30 (Chemnitz-Zwickau)         | Bruno Doehring                        |       | DNVP  |
| État libre de Saxe                                                      | 30 (Chemnitz-Zwickau)         | Ernst Schneller                       |       | KPD   |
| État libre de Saxe                                                      | 30 (Chemnitz-Zwickau)         | Johanna Himmler                       |       | KPD   |
| État libre de Saxe                                                      | 30 (Chemnitz-Zwickau)         | Ernst Grube                           |       | KPD   |
| État libre de Saxe                                                      | 30 (Chemnitz-Zwickau)         | Johann Knöchel                        |       | KPD   |
| État libre de Saxe                                                      | 30 (Chemnitz-Zwickau)         | Georg Bellmann                        |       | DVP   |
| État libre de Saxe                                                      | 30 (Chemnitz-Zwickau)         | Ernst Lucke                           |       | WP    |
| État libre de Saxe                                                      | 30 (Chemnitz-Zwickau)         | Martin Mutschmann                     |       | NSDAP |
| État libre de Saxe                                                      | 30 (Chemnitz-Zwickau)         | Gottfried Feder                       |       | NSDAP |
| État libre de Saxe                                                      | 30 (Chemnitz-Zwickau)         | Georg Lenk                            |       | NSDAP |
| État libre de Saxe                                                      | 30 (Chemnitz-Zwickau)         | Franz Pillmayer                       |       | NSDAP |
| État libre de Saxe                                                      | 30 (Chemnitz-Zwickau)         | Karl Echte                            |       | CSVD  |
| État libre populaire de Wurtemberg                                      | 31 (Wurtemberg)               | Wilhelm Keil                          |       | SPD   |
| État libre populaire de Wurtemberg                                      | 31 (Wurtemberg)               | Karl Hildenbrand                      |       | SPD   |
| État libre populaire de Wurtemberg                                      | 31 (Wurtemberg)               | Erich Roßmann                         |       | SPD   |
| État libre populaire de Wurtemberg                                      | 31 (Wurtemberg)               | Kurt Schumacher                       |       | SPD   |
| État libre populaire de Wurtemberg                                      | 31 (Wurtemberg)               | Fritz Ulrich                          |       | SPD   |
| État libre populaire de Wurtemberg                                      | 31 (Wurtemberg)               | Fritz Wider                           |       | DNVP  |
| État libre populaire de Wurtemberg                                      | 31 (Wurtemberg)               | Eugen Bolz                            |       | ZEN   |
| État libre populaire de Wurtemberg                                      | 31 (Wurtemberg)               | Oskar Farny                           |       | ZEN   |
| État libre populaire de Wurtemberg                                      | 31 (Wurtemberg)               | Johannes Groß                         |       | ZEN   |
| État libre populaire de Wurtemberg                                      | 31 (Wurtemberg)               | Franz Wiedemeier                      |       | ZEN   |
| État libre populaire de Wurtemberg                                      | 31 (Wurtemberg)               | Hermann Ott                           |       | ZEN   |
| État libre populaire de Wurtemberg                                      | 31 (Wurtemberg)               | Clara Zetkin                          |       | KPD   |
| État libre populaire de Wurtemberg                                      | 31 (Wurtemberg)               | Josef Schlaffer                       |       | KPD   |
| État libre populaire de Wurtemberg                                      | 31 (Wurtemberg)               | Theodor Heuss                         |       | DStP  |
| État libre populaire de Wurtemberg                                      | 31 (Wurtemberg)               | Otto Keinath                          |       | DVP   |
| État libre populaire de Wurtemberg                                      | 31 (Wurtemberg)               | Friedrich Siller                      |       | WP    |
| État libre populaire de Wurtemberg                                      | 31 (Wurtemberg)               | Wilhelm Dreher                        |       | NSDAP |
| État libre populaire de Wurtemberg                                      | 31 (Wurtemberg)               | Wilhelm Murr                          |       | NSDAP |
| État libre populaire de Wurtemberg                                      | 31 (Wurtemberg)               | Wilhelm Dingler                       |       | CNBL  |
| État libre populaire de Wurtemberg                                      | 31 (Wurtemberg)               | Heinrich Haag                         |       | CNBL  |
| État libre populaire de Wurtemberg                                      | 31 (Wurtemberg)               | Franz Schenk von Stauffenberg         |       | CNBL  |
| État libre populaire de Wurtemberg                                      | 31 (Wurtemberg)               | Wilhelm Simpfendörfer                 |       | CSVD  |
| République de Bade                                                      | 32 (Bade)                     | Fritz Ulrich                          |       | SPD   |
| République de Bade                                                      | 32 (Bade)                     | Georg Schöpflin                       |       | SPD   |
| République de Bade                                                      | 32 (Bade)                     | Stefan Meier                          |       | SPD   |
| République de Bade                                                      | 32 (Bade)                     | Heinrich Köhler                       |       | ZEN   |
| République de Bade                                                      | 32 (Bade)                     | Carl Diez                             |       | ZEN   |
| République de Bade                                                      | 32 (Bade)                     | Joseph Ersing                         |       | ZEN   |
| République de Bade                                                      | 32 (Bade)                     | Ernst Föhr                            |       | ZEN   |
| République de Bade                                                      | 32 (Bade)                     | Anton Damm                            |       | ZEN   |
| République de Bade                                                      | 32 (Bade)                     | Paul Schreck                          |       | KPD   |
| République de Bade                                                      | 32 (Bade)                     | Walter Chemnitz                       |       | KPD   |
| République de Bade                                                      | 32 (Bade)                     | Julius Curtius                        |       | DVP   |
| République de Bade                                                      | 32 (Bade)                     | Hermann Dietrich                      |       | DStP  |
| République de Bade                                                      | 32 (Bade)                     | Karl Lenz                             |       | NSDAP |
| République de Bade                                                      | 32 (Bade)                     | Robert Roth                           |       | NSDAP |
| République de Bade                                                      | 32 (Bade)                     | Johannes Rupp                         |       | NSDAP |
| République de Bade                                                      | 32 (Bade)                     | Hermann Teutsch                       |       | CSVD  |
| État populaire de Hesse                                                 | 33 (Hesse-Darmstadt)          | Eduard David                          |       | SPD   |
| État populaire de Hesse                                                 | 33 (Hesse-Darmstadt)          | Carl Mierendorff                      |       | SPD   |
| État populaire de Hesse                                                 | 33 (Hesse-Darmstadt)          | Heinrich Ritzel                       |       | SPD   |
| État populaire de Hesse                                                 | 33 (Hesse-Darmstadt)          | Fritz Bockius                         |       | ZEN   |
| État populaire de Hesse                                                 | 33 (Hesse-Darmstadt)          | Otto Brenzel                          |       | KPD   |
| État populaire de Hesse                                                 | 33 (Hesse-Darmstadt)          | Eduard Dingeldey                      |       | DVP   |
| État populaire de Hesse                                                 | 33 (Hesse-Darmstadt)          | Ludwig Münchmeyer                     |       | NSDAP |
| État populaire de Hesse                                                 | 33 (Hesse-Darmstadt)          | Friedrich Ringshausen                 |       | NSDAP |
| État populaire de Hesse                                                 | 33 (Hesse-Darmstadt)          | Wilhelm Dorsch                        |       | CNBL  |
| Hambourg                                                                | 34 (Hambourg)                 | Peter Graßmann                        |       | SPD   |
| Hambourg                                                                | 34 (Hambourg)                 | Johanne Reitze                        |       | SPD   |
| Hambourg                                                                | 34 (Hambourg)                 | Adolf Biedermann                      |       | SPD   |
| Hambourg                                                                | 34 (Hambourg)                 | Paul Bergmann                         |       | SPD   |
| Hambourg                                                                | 34 (Hambourg)                 | Ernst Thälmann                        |       | KPD   |
| Hambourg                                                                | 34 (Hambourg)                 | Max Maddalena                         |       | KPD   |
| Hambourg                                                                | 34 (Hambourg)                 | Walther Dauch                         |       | DVP   |
| Hambourg                                                                | 34 (Hambourg)                 | Gustav Stolper                        |       | DStP  |
| Hambourg                                                                | 34 (Hambourg)                 | Karl Kaufmann                         |       | NSDAP |
| Hambourg                                                                | 34 (Hambourg)                 | Hans Nieland                          |       | NSDAP |
| État libre de Mecklembourg-Schwerin État libre de Mecklembourg-Strelitz | 35 (Mecklembourg)             | Paul Bergmann                         |       | SPD   |
| État libre de Mecklembourg-Schwerin État libre de Mecklembourg-Strelitz | 35 (Mecklembourg)             | Julius Leber                          |       | SPD   |
| État libre de Mecklembourg-Schwerin État libre de Mecklembourg-Strelitz | 35 (Mecklembourg)             | Hermann Schuldt                       |       | KPD   |
| État libre de Mecklembourg-Schwerin État libre de Mecklembourg-Strelitz | 35 (Mecklembourg)             | Paul Moldenhauer                      |       | DVP   |
| État libre de Mecklembourg-Schwerin État libre de Mecklembourg-Strelitz | 35 (Mecklembourg)             | Friedrich Hildebrandt                 |       | NSDAP |
| Liste                                                                   | /                             | Rudolf Hilferding                     |       | SPD   |
| Liste                                                                   | /                             | Otto Landsberg                        |       | SPD   |
| Liste                                                                   | /                             | Wilhelm Dittmann                      |       | SPD   |
| Liste                                                                   | /                             | Friedrich Stampfer                    |       | SPD   |
| Liste                                                                   | /                             | Ludwig Marum                          |       | SPD   |
| Liste                                                                   | /                             | Franz Scheffel                        |       | SPD   |
| Liste                                                                   | /                             | Fritz Tarnow                          |       | SPD   |
| Liste                                                                   | /                             | Hans Völter                           |       | SPD   |
| Liste                                                                   | /                             | Max Seppel                            |       | SPD   |
| Liste                                                                   | /                             | Nikolaus Bernhard                     |       | SPD   |
| Liste                                                                   | /                             | Paula Müller-Otfried                  |       | DNVP  |
| Liste                                                                   | /                             | Luitpold Weilnböck                    |       | DNVP  |
| Liste                                                                   | /                             | Reinhold Quaatz                       |       | DNVP  |
| Liste                                                                   | /                             | Martin Spahn                          |       | DNVP  |
| Liste                                                                   | /                             | Otto Schmidt-Hannover                 |       | DNVP  |
| Liste                                                                   | /                             | Alfred Hanemann                       |       | DNVP  |
| Liste                                                                   | /                             | Friedrich Everling                    |       | DNVP  |
| Liste                                                                   | /                             | Magdalene von Tiling                  |       | DNVP  |
| Liste                                                                   | /                             | Robert Bürgers                        |       | ZEN   |
| Liste                                                                   | /                             | Hermann Hofmann                       |       | ZEN   |
| Liste                                                                   | /                             | August Wegmann                        |       | ZEN   |
| Liste                                                                   | /                             | Florian Klöckner                      |       | ZEN   |
| Liste                                                                   | /                             | Else Peerenboom                       |       | ZEN   |
| Liste                                                                   | /                             | August Christian Winkler              |       | ZEN   |
| Liste                                                                   | /                             | Fritz Theodor Kuhnen                  |       | ZEN   |
| Liste                                                                   | /                             | Heinrich Vockel                       |       | ZEN   |
| Liste                                                                   | /                             | Willy Leow                            |       | KPD   |
| Liste                                                                   | /                             | Elise Augustat                        |       | KPD   |
| Liste                                                                   | /                             | Artur Becker                          |       | KPD   |
| Liste                                                                   | /                             | Ernst Putz                            |       | KPD   |
| Liste                                                                   | /                             | Johannes Schröter                     |       | KPD   |
| Liste                                                                   | /                             | Fritz Löwenthal                       |       | KPD   |
| Liste                                                                   | /                             | Ottomar Geschke                       |       | KPD   |
| Liste                                                                   | /                             | Edwin Hoernle                         |       | KPD   |
| Liste                                                                   | /                             | Ernst Scholz                          |       | DVP   |
| Liste                                                                   | /                             | Elsa Matz                             |       | DVP   |
| Liste                                                                   | /                             | Wilhelm Kahl                          |       | DVP   |
| Liste                                                                   | /                             | Albrecht Morath                       |       | DVP   |
| Liste                                                                   | /                             | Emil Georg von Stauß                  |       | DVP   |
| Liste                                                                   | /                             | Frank Glatzel                         |       | DVP   |
| Liste                                                                   | /                             | Johannes Feuerbaum                    |       | DVP   |
| Liste                                                                   | /                             | Eugen Köngeter                        |       | DVP   |
| Liste                                                                   | /                             | Gustav Meyer zu Belm                  |       | DVP   |
| Liste                                                                   | /                             | Erich Koch-Weser                      |       | DStP  |
| Liste                                                                   | /                             | Otto Bornemann                        |       | DStP  |
| Liste                                                                   | /                             | Gertrud Bäumer                        |       | DStP  |
| Liste                                                                   | /                             | Friedrich Baltrusch                   |       | DStP  |
| Liste                                                                   | /                             | Hermann Fischer                       |       | DStP  |
| Liste                                                                   | /                             | Ernst Lemmer                          |       | DStP  |
| Liste                                                                   | /                             | Arthur Adolph                         |       | DStP  |
| Liste                                                                   | /                             | Hermann Drewitz                       |       | WP    |
| Liste                                                                   | /                             | Emil Köster                           |       | WP    |
| Liste                                                                   | /                             | Franz Jörissen                        |       | WP    |
| Liste                                                                   | /                             | Fritz Borrmann                        |       | WP    |
| Liste                                                                   | /                             | Jacob Ludwig Mollath                  |       | WP    |
| Liste                                                                   | /                             | Artur Petzold                         |       | WP    |
| Liste                                                                   | /                             | Carl Hermann                          |       | WP    |
| Liste                                                                   | /                             | Otto Colosser                         |       | WP    |
| Liste                                                                   | /                             | Thusnelda Lang-Brumann                |       | BVP   |
| Liste                                                                   | /                             | Eugen von Quadt zu Wykradt und Isny   |       | BVP   |
| Liste                                                                   | /                             | Walter Buch                           |       | NSDAP |
| Liste                                                                   | /                             | Ernst Graf zu Reventlow               |       | NSDAP |
| Liste                                                                   | /                             | Alfred Rosenberg                      |       | NSDAP |
| Liste                                                                   | /                             | Konstantin Hierl                      |       | NSDAP |
| Liste                                                                   | /                             | Hans Hinkel                           |       | NSDAP |
| Liste                                                                   | /                             | Curt von Ulrich                       |       | NSDAP |
| Liste                                                                   | /                             | Josef Dietrich                        |       | NSDAP |
| Liste                                                                   | /                             | Edmund Heines                         |       | NSDAP |
| Liste                                                                   | /                             | Jürgen von dem Knesebeck              |       | NSDAP |
| Liste                                                                   | /                             | Karl Hepp                             |       | CNBL  |
| Liste                                                                   | /                             | Günther Gereke                        |       | CNBL  |
| Liste                                                                   | /                             | Heinrich von Sybel                    |       | CNBL  |
| Liste                                                                   | /                             | Dietz von Thüngen                     |       | CNBL  |
| Liste                                                                   | /                             | Hans Schlange                         |       | CNBL  |
| Liste                                                                   | /                             | Albrecht Wendhausen                   |       | CNBL  |
| Liste                                                                   | /                             | Wilhelm Niermann                      |       | CNBL  |
| Liste                                                                   | /                             | Wilhelm Mönke                         |       | CNBL  |
| Liste                                                                   | /                             | Kuno von Westarp                      |       | KVP   |
| Liste                                                                   | /                             | Gottfried Treviranus                  |       | KVP   |
| Liste                                                                   | /                             | Walther Lambach                       |       | KVP   |
| Liste                                                                   | /                             | Adolf Freiherr von Hammerstein-Loxten |       | DHP   |
| Liste                                                                   | /                             | Hans-Erdmann von Lindeiner-Wildau     |       | KVP   |
| Liste                                                                   | /                             | Anton Fehr                            |       | DBP   |
| Liste                                                                   | /                             | August Hillebrand                     |       | DBP   |
| Liste                                                                   | /                             | Emil Hartwig                          |       | CSVD  |
| Liste                                                                   | /                             | Hermann Kling                         |       | CSVD  |
| Liste                                                                   | /                             | Reinhard Mumm                         |       | CSVD  |
| Liste                                                                   | /                             | Gertrud Eitner                        |       | CSVD  |
| Liste                                                                   | /                             | Johannes Renken                       |       | CSVD  |
| Liste                                                                   | /                             | Paul Bausch                           |       | CSVD  |
| Liste                                                                   | /                             | Johannes Muntau                       |       | CSVD  |